# 上羅爾多夫

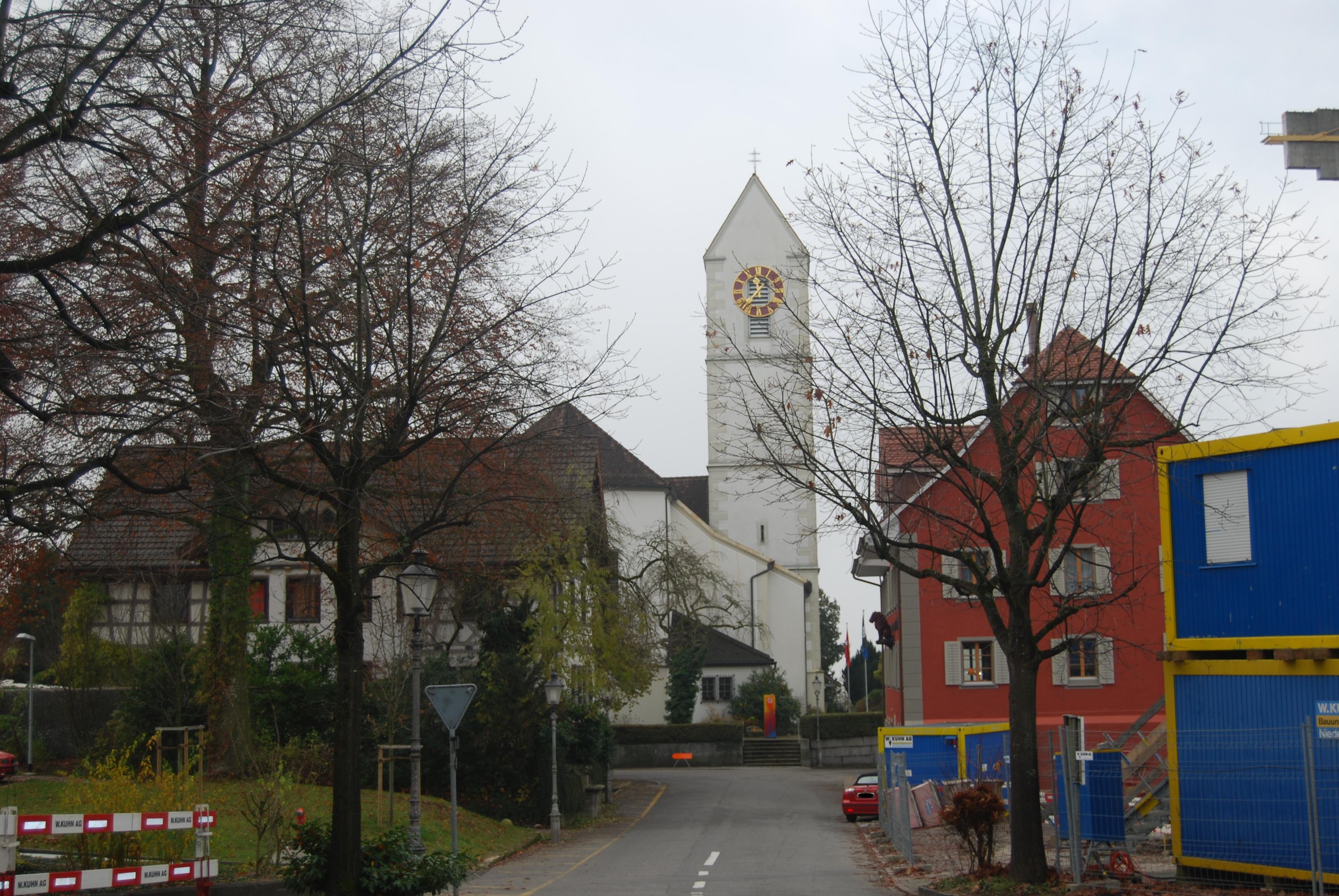

上羅爾多夫是瑞士的城鎮，位於該國北部，由阿爾高州負責管轄，面積4.29平方公里，海拔高度493米，2012年人口3,876，四成半人口信奉羅馬天主教，人口密度每平方公里903人。